# Parc national de Jasper
Pour les articles homonymes, voir Jasper.
Le parc national Jasper est le plus grand des parcs nationaux canadiens, dans les montagnes Rocheuses. Il est situé dans la province de l’Alberta et couvre 11 000 km2. Il abrite les grands glaciers du champ de glace Columbia, des sources chaudes (notamment Miette Hot Springs), des lacs et des chutes. Les principaux animaux sauvages représentés sont le wapiti, l’orignal, la chèvre de montagne, le mouflon, l’ours noir, le grizzly et le caribou. Ce parc fait partie des parcs des montagnes Rocheuses canadiennes, reconnu patrimoine mondial selon l'Unesco.

## Présentation

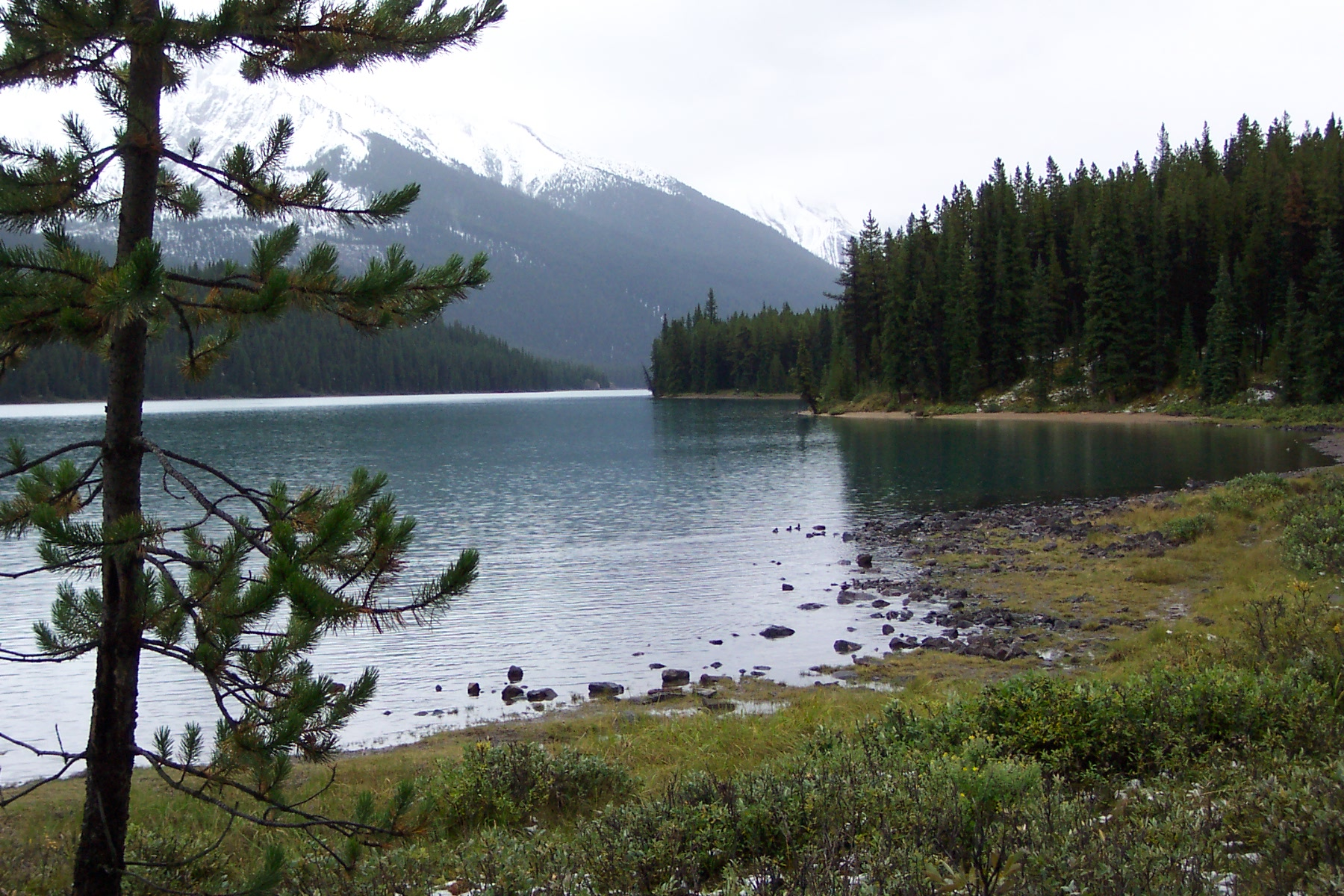
Le lac Maligne
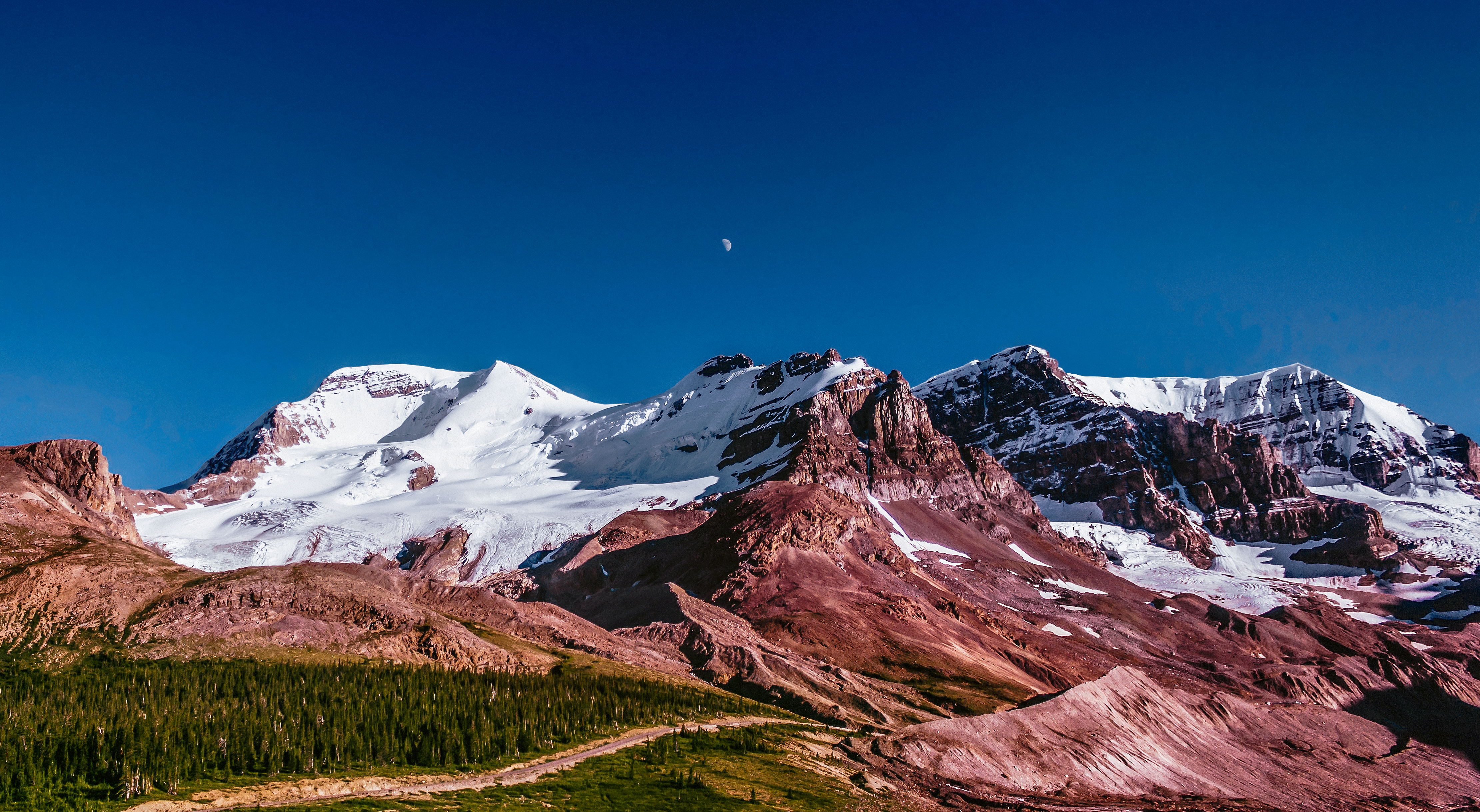
Des montagnes du parc national Jasper (été 2013).
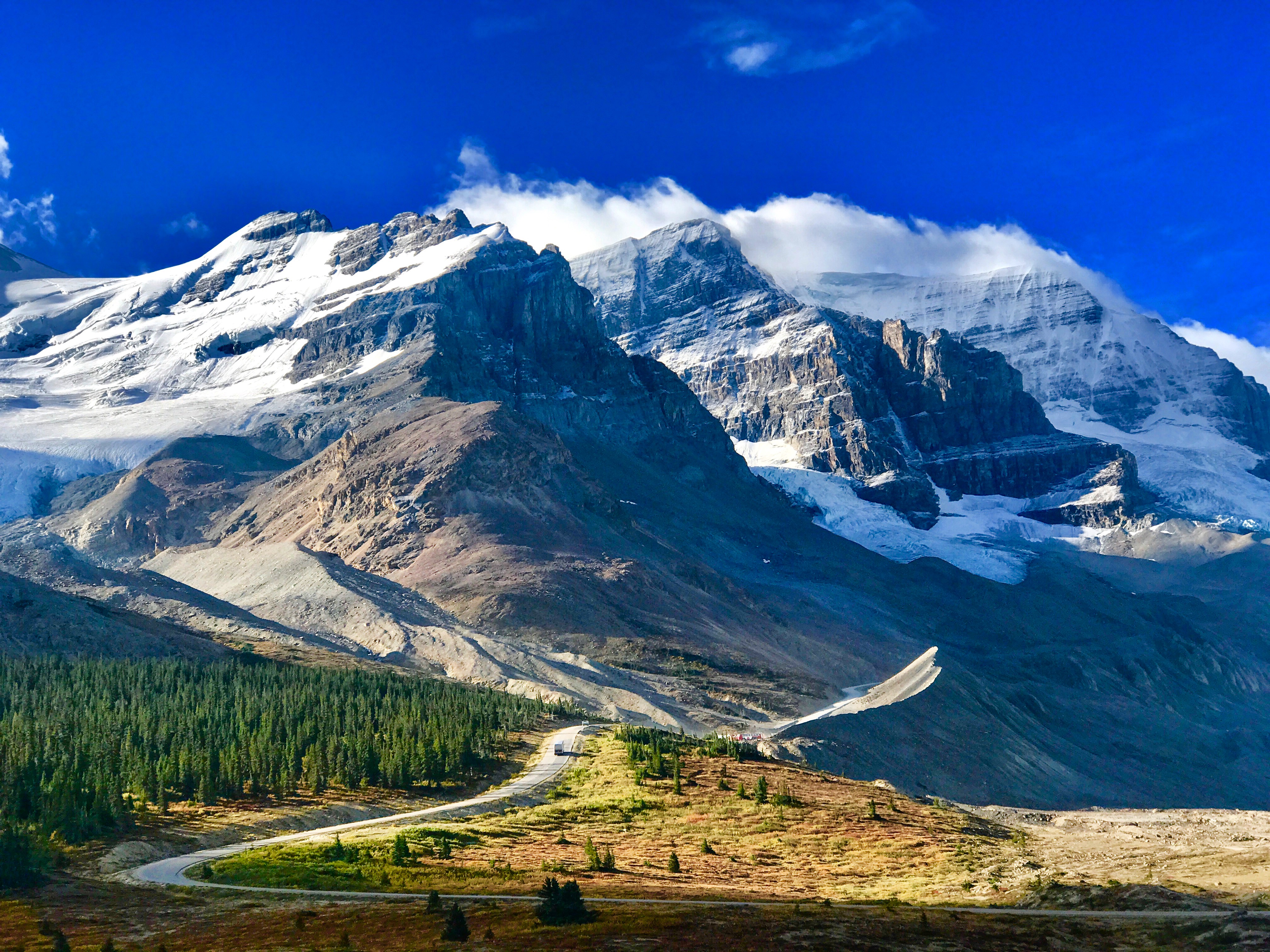
Sur le chemin du Paradis dans le parc national Jasper. été 2017.

Le paysage le plus connu et le plus photogénique est le lac Maligne. Un bus à chenilles propose des promenades sur le glacier Athabasca.
Les principaux cours d’eau originaires du parc sont le fleuve Columbia, la rivière Saskatchewan du Nord et la rivière Athabasca.
La seule localité importante du parc est Jasper, où se situe le centre d’information.
Le parc se prolonge au sud par le parc national Banff.